# Iphiaulax stramineus
Iphiaulax stramineus är en stekelart som beskrevs av Cameron 1907. Iphiaulax stramineus ingår i släktet Iphiaulax och familjen bracksteklar. Inga underarter finns listade i Catalogue of Life.